# Kabinett Böhmer II
Das Kabinett Böhmer II bildete in den Jahren 2006 bis 2011 die Landesregierung von Sachsen-Anhalt. Da mit einer Änderung der Verfassung des Landes Sachsen-Anhalt von 2005 die Wahlperiode des Landtags von vier auf fünf Jahre verlängert wurde, war die Landesregierung korrespondierend mit der 5. Legislaturperiode des Landesparlaments länger im Amt als alle bisherigen Kabinette seit 1990.
Die Wahl zum 5. Landtag von Sachsen-Anhalt am 26. März 2006 brachte der bisher als „Juniorpartner“ mitregierenden FDP deutliche Stimmenverluste von 6,4 Prozentpunkten, sodass sie für eine Regierungsbeteiligung nicht mehr in Frage kam. Die CDU mit dem seit 2002 amtierenden Ministerpräsidenten Wolfgang Böhmer bildete eine neue Koalition mit der drittplatzierten SPD und ihrem Spitzenkandidaten Jens Bullerjahn, der nach der Wahl die Ämter des Finanzministers und stellvertretenden Ministerpräsidenten erhielt. Gemeinsam verfügte das Regierungsbündnis über 64 der 97 Sitze im Landtag; „Die Linke“ (bis 2005 unter dem Namen Partei des Demokratischen Sozialismus im Parlament vertreten) und die FDP bildeten die Opposition.
In der konstituierenden Sitzung des 5. Landtags von Sachsen-Anhalt am 24. April 2006 wählten die Abgeordneten erneut Wolfgang Böhmer zum Ministerpräsidenten. Er erhielt 60 Stimmen, 35 Abgeordnete stimmten gegen ihn und ein Mitglied des Landtags enthielt sich der Stimme. Im Anschluss wurde das von Böhmer ernannte Kabinett vor dem Landtag vereidigt.
Die Koalition von CDU und SPD wurde auch über die folgende Landtagswahl 2011 hinaus fortgesetzt. Da Regierungschef Wolfgang Böhmer frühzeitig angekündigt hatte, sich aus Altersgründen – er war zum Zeitpunkt des Wahltermins 75 Jahre alt – aus der Politik zurückzuziehen, baute die CDU Sachsen-Anhalt den Wirtschaftsminister Reiner Haseloff als dessen Nachfolger und Spitzenkandidaten für die Wahl 2011 auf. Mit dem Amtsantritt des Kabinetts Haseloff I am 19. April 2011 endete die Amtszeit der von Böhmer geführten Landesregierung.

## Mitglieder der Landesregierung
| Amt                                         | Name                                       | Partei | Partei    |
| ------------------------------------------- | ------------------------------------------ | ------ | --------- |
| Ministerpräsident                           | Wolfgang Böhmer                            |        | CDU       |
| Stellvertreter des Ministerpräsidenten      | Jens Bullerjahn                            |        | SPD       |
| Minister der Finanzen                       | Jens Bullerjahn                            |        | SPD       |
| Staatsminister 1 und Chef der Staatskanzlei | Rainer Robra                               |        | CDU       |
| Minister des Innern                         | Holger Hövelmann                           |        | SPD       |
| Ministerin der Justiz                       | Angela Kolb-Janssen                        | SPD    |           |
| Minister(in) für Gesundheit und Soziales    | Gerlinde Kuppe (bis 31. Dezember 2009)     | SPD    |           |
| Minister(in) für Gesundheit und Soziales    | Norbert Bischoff (ab 1. Januar 2010)       | SPD    |           |
| Kultusminister(in)                          | Jan-Hendrik Olbertz (bis 31. Mai 2010)     |        | parteilos |
| Kultusminister(in)                          | Birgitta Wolff (ab 1. Juni 2010)           |        | CDU       |
| Minister für Wirtschaft und Arbeit          | Reiner Haseloff                            | CDU    |           |
| Minister(in) für Landwirtschaft und Umwelt  | Petra Wernicke (bis 12. Oktober 2009)      | CDU    |           |
| Minister(in) für Landwirtschaft und Umwelt  | Hermann Onko Aeikens (ab 13. Oktober 2009) | CDU    |           |
| Minister für Landesentwicklung und Verkehr  | Karl-Heinz Daehre                          | CDU    |           |

## Ministerien und Staatssekretäre
Die Staatssekretäre sind die obersten Beamten des Landes Sachsen-Anhalt. Sie fungieren als Amtschefs der Ministerien, ständige Vertreter der Minister oder übernehmen – wie der Bevollmächtigte des Landes Sachsen-Anhalt beim Bund – Sonderaufgaben.
| Staatskanzlei und Ministerien                 | Staatssekretäre |
| --------------------------------------------- | --- |
| Staatskanzlei                                 | Michael Schneider Staatssekretär für Bundes- und Europaangelegenheiten und Bevollmächtigter des Landes Sachsen-Anhalt beim Bund  |
| Ministerium des Innern                        | Rüdiger Erben |
| Ministerium der Justiz                        | Burkhard Lischka (bis 14. Oktober 2009) Bernhard Sterz (ab 21. Oktober 2009)                                                     |
| Ministerium der Finanzen                      | Christian Sundermann (bis 18. Februar 2009) Helmut Stegmann (ab 25. Februar 2009)                                                |
| Ministerium für Gesundheit und Soziales       | Christiane Dienel (bis 5. Oktober 2009) Beate Bröcker (ab 5. Oktober 2009)                                                       |
| Kultusministerium                             | Valentin Gramlich Staatssekretär für Wissenschaft, Forschung und Kultur Winfried Willems Staatssekretär für Bildung und Amtschef |
| Ministerium für Wirtschaft und Arbeit         | Thomas Pleye Detlef Schubert |
| Ministerium für Landwirtschaft und Umwelt     | Hermann Onko Aeikens (bis 12. Oktober 2009) Jürgen Stadelmann (ab 21. Oktober 2009)                                              |
| Ministerium für Landesentwicklung und Verkehr | Hans-Joachim Gottschalk (bis 31. August 2008) André Schröder (ab 8. September 2008)                                              |